# Geghanist (Shirak)
Geghanist es una localidad situada en el raión de Artik, en la provincia de Shirak, Armenia. Tiene una población estimada, a inicios de 2012, de 1339 habitantes.
Está ubicada al sureste de la provincia, a poca distancia de la frontera con la provincia de Aragatsotn.